# Elche CF
Az Elche CF, teljes nevén Elche Club de Fútbol egy spanyol labdarúgócsapat. A klubot 1923-ban alapították, jelenleg az első osztályban szerepel. A klub stadionja a Estadio Manuel Martínez Valero, amely közel 39 ezer néző befogadására alkalmas.

## Jelenlegi keret
2021. szeptember 6-i állapotnak megfelelően.
| #  |     | Poszt | Név                                                 |
| -- | --- | ----- | --------------------------------------------------- |
| 1  | ESP | K     | Kiko Casilla (kölcsönben a Leeds United csapatától) |
| 2  | ARG | KP    | Javier Pastore                                      |
| 3  | CHI | V     | Enzo Roco                                           |
| 4  | ESP | V     | Diego González                                      |
| 5  | ESP | V     | Gonzalo Verdú ()                                    |
| 6  | ESP | V     | Pedro Bigas                                         |
| 7  | ARG | CS    | Guido Carrillo                                      |
| 8  | ESP | KP    | Raúl Guti                                           |
| 9  | ARG | CS    | Lucas Boyé                                          |
| 10 | ESP | CS    | Pere Milla                                          |
| 11 | ESP | KP    | Tete Morente                                        |
| 12 | ESP | CS    | Lucas Pérez                                         |
| 13 | ESP | K     | Édgar Badía                                         |
| 14 | COL | V     | Helibelton Palacios                                 |

| #  |     | Poszt | Név                                                 |
| -- | --- | ----- | --------------------------------------------------- |
| 15 | ESP | KP    | Gerard Gumbau                                       |
| 16 | ESP | KP    | Fidel                                               |
| 17 | ESP | KP    | Josan                                               |
| 18 | ARG | CS    | Darío Benedetto (kölcsönben a Marseille csapatától) |
| 19 | ESP | V     | Antonio Barragán                                    |
| 20 | ARG | KP    | Pablo Piatti                                        |
| 21 | ESP | KP    | Omar Mascarell                                      |
| 22 | COL | V     | Johan Mojica                                        |
| 23 | ARG | KP    | Iván Marcone                                        |
| 24 | ESP | V     | Josema                                              |
| 25 | ARG | KP    | Axel Werner                                         |
| 28 | ESP | K     | Lluis Andreu                                        |
| 33 | ESP | KP    | Jony Álamo                                          |

## Sikerek
- Segunda División: 1958–59, 2012–13
- Copa del Rey: Döntős (1968-69)

## Statisztika

### A legutóbbi szezonok
| Szezon    |    | Poz. | Mérk. | Gy | D  | V  | RG | KG | P  | Copa del Rey | Megjegyzés |
| --------- | -- | ---- | ----- | -- | -- | -- | -- | -- | -- | ------------ | ---------- |
| 2002-2003 | 2D | 16   | 42    | 12 | 14 | 16 | 49 | 52 | 50 |              |            |
| 2003-2004 | 2D | 14   | 42    | 13 | 11 | 18 | 50 | 63 | 50 |              |            |
| 2004-2005 | 2D | 10   | 42    | 16 | 9  | 17 | 51 | 52 | 57 |              |            |
| 2005-2006 | 2D | 14   | 42    | 13 | 14 | 15 | 47 | 54 | 53 |              |            |
| 2006-2007 | 2D | 11   | 42    | 16 | 10 | 16 | 47 | 46 | 58 |              |            |
| 2007-2008 | 2D | 10   | 42    | 14 | 12 | 16 | 44 | 50 | 54 |              |            |
| 2008-2009 | 2D | 12   | 42    | 13 | 14 | 15 | 52 | 50 | 53 |              |            |
| 2009-2010 | 2D | 6    | 42    | 18 | 9  | 15 | 67 | 57 | 63 |              |            |

### Az eddigi összes szezon
- Elche Football Club néven

| Szezon  | Osztály | Poz. | Copa del Rey |
| ------- | ------- | ---- | ------------ |
| 1929/30 | 3ª      | 2.   |              |
| 1931/32 | 3ª      | 5.   |              |
| 1932/33 | 3ª      | 2.   |              |
| 1933/34 | 3ª      | 2.   |              |
| 1934/35 | 2ª      | 4.   |              |
| 1935/36 | 2ª      | 8.   |              |
| 1939/40 | 2ª      | 7.   |              |

- Elche Club de Fútbol néven

| Szezon  | Osztály | Poz. | Copa del Rey |
| ------- | ------- | ---- | ------------ |
| 1940/41 | 3ª      | 1.   |              |
| 1941/42 | 2ª      | 6.   |              |
| 1942/43 | 2ª      | 6.   |              |
| 1943/44 | 3ª      | 1.   |              |
| 1944/45 | 3ª      | 1.   |              |
| 1945/46 | 3ª      | 2.   |              |
| 1946/47 | 3ª      | 2.   |              |
| 1947/48 | 3ª      | 1.   |              |
| 1948/49 | 3ª      | 2.   |              |
| 1949/50 | 2ª      | 14.  |              |
| 1950/51 | 3ª      | 6.   |              |
| 1951/52 | 3ª      | 13.  |              |
| 1952/53 | 3ª      | 16.  |              |
| 1953/54 | 3ª      | 3.   |              |
| 1954/55 | 3ª      | 1.   |              |
| 1955/56 | 3ª      | 3.   |              |
| 1956/57 | 3ª      | 1.   |              |
| 1957/58 | 3ª      | 1.   |              |
| 1958/59 | 2ª      | 1.   |              |

| Szezon  | Osztály | Poz. | Copa del Rey |
| ------- | ------- | ---- | ------------ |
| 1959/60 | 1ª      | 10.  |              |
| 1960/61 | 1ª      | 14.  |              |
| 1961/62 | 1ª      | 8.   |              |
| 1962/63 | 1ª      | 8.   |              |
| 1963/64 | 1ª      | 5.   |              |
| 1964/65 | 1ª      | 8.   |              |
| 1965/66 | 1ª      | 6.   |              |
| 1966/67 | 1ª      | 9.   |              |
| 1967/68 | 1ª      | 11.  |              |
| 1968/69 | 1ª      | 9.   |              |
| 1969/70 | 1ª      | 11.  |              |
| 1970/71 | 1ª      | 15.  |              |
| 1971/72 | 2ª      | 4.   |              |
| 1972/73 | 2ª      | 2.   |              |
| 1973/74 | 1ª      | 14.  |              |
| 1974/75 | 1ª      | 8.   |              |
| 1975/76 | 1ª      | 15.  |              |
| 1976/77 | 1ª      | 11.  |              |
| 1977/78 | 1ª      | 17.  |              |

| Szezon  | Osztály | Poz. | Copa del Rey |
| ------- | ------- | ---- | ------------ |
| 1978/79 | 2ª      | 5.   |              |
| 1979/80 | 2ª      | 4.   |              |
| 1980/81 | 2ª      | 4.   |              |
| 1981/82 | 2ª      | 4.   |              |
| 1982/83 | 2ª      | 7.   |              |
| 1983/84 | 2ª      | 5.   |              |
| 1984/85 | 1ª      | 17.  |              |
| 1985/86 | 2ª      | 4.   |              |
| 1986/87 | 2ª      | 4.   |              |
| 1987/88 | 2ª      | 2.   |              |
| 1988/89 | 1ª      | 20.  |              |
| 1989/90 | 2ª      | 14.  |              |
| 1990/91 | 2ª      | 17.  |              |
| 1991/92 | 2ªB     | 4.   |              |
| 1992/93 | 2ªB     | 3.   |              |
| 1993/94 | 2ªB     | 12.  |              |
| 1994/95 | 2ªB     | 6.   |              |
| 1995/96 | 2ªB     | 3.   |              |
| 1996/97 | 2ªB     | 2.   |              |

| Szezon  | Osztály | Poz. | Copa del Rey |
| ------- | ------- | ---- | ------------ |
| 1997/98 | 2ª      | 19.  |              |
| 1998/99 | 2ªB     | 3.   |              |
| 1999/00 | 2ª      | 15.  |              |
| 2000/01 | 2ª      | 18.  |              |
| 2001/02 | 2ª      | 5.   |              |
| 2002/03 | 2ª      | 16.  |              |
| 2003/04 | 2ª      | 14.  |              |
| 2004/05 | 2ª      | 10.  |              |
| 2005/06 | 2ª      | 14.  |              |
| 2006/07 | 2ª      | 10.  |              |
| 2007/08 | 2ª      | 10.  |              |
| 2008/09 | 2ª      | 12.  |              |
| 2009/10 | 2ª      | 6.   |              |
| 2010/11 | 2ª      | 4.   |              |
| 2011/12 | 2ª      | 11.  |              |
| 2012/13 | 2ª      | 1.   |              |
| 2013/14 | 1ª      | 16.  |              |
| 2014/15 | 1ª      | 13.  |              |
| 2015/16 | 2ª      | 11.  |              |

| Szezon  | Osztály | Poz. | Copa del Rey |
| ------- | ------- | ---- | ------------ |
| 2016/17 | 2ª      | 21.  |              |
| 2017/18 | 2ªB     | 3.   |              |
| 2018/19 | 2ª      | 11.  |              |
| 2019/20 | 2ª      | 6.   |              |
| 2020/21 | 1ª      | 17.  |              |

## Ismertebb játékosok
| - Marc Bernaus - Damián Timpani - Mariano Armentano - Ariel Silvio Zárate - Cristian Díaz - Damián Manusovich - Pablo Guede - Marcelo Trobbiani - Diego Trotta - Lucas Valdemarín - Wilfredo Caballero - Luis Alonso - Juan Heredia - Gómez Voglino - Rubén Cano - Jorge Dominichi - Roberto Orellana - Mario Finarolli - Horacio Insaurralde - Rodríguez Ferrer - Juan Crespin - Norberto Ortega - Fernand Goyvaerts - Ivan Rocha - Mazinho - Tinaia | - Milivoj Bračun - Tommy Christensen - Gifton Noel-Williams - David Darmon - Philippe Toledo - Franz Hiller - Wolfgang Koch - José Cardona - Gilberto Yearwood - Molnár Balázs - Moha - Benedict Iroha - Jan Berg - Derlis Soto - Cayetano Ré - Florencio Amarilla - Eulogio Martínez - José Aveiro - Juan Casco - Epifanio Benítez - Felipe Nery - Mario Jacquet - Genaro Grande - Ricardo González - Ramón Hicks - Roberto Acuña | - Sigifrido Martínez - Juan Carlos Oblitas - Germán Leguía - Tomasz Frankowski - Silas - Dennis Şerban - Ioan Andone - Saša Petrović - Albert Nađ - Igor Taševski - Goran Đorović - César - Vavá II - Juan Asensi - Juande Ramos - Santiago Cañizares - Jorge "Chispa" Delgado - Tabaré Silva - Dagoberto Moll - Fernando Barboza - Mario Saralegui - Juan Carlos Socorro - Vukan Perovic - Milos Kostic |

## Ismertebb edzők
- César (1959-60)
- Fernando Daucik
- Kubala László
- David Vidal (2006-08)

## Lásd még
- Elche Ilicitano - A tartalékcsapat

## Külső hivatkozások
- Official website (spanyolul)